# 바턴 매클레인

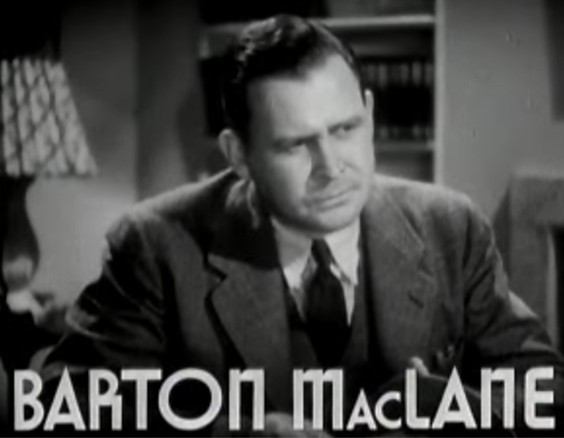

바턴 매클레인(영어: Barton MacLane, 1902년 12월 25일 ~ 1969년 1월 1일)은 미국의 배우 겸 극작가이다.
컬럼비아에서 태어났으며 샌타모니카에서 사망하였다. 사인은 폐렴이다.

## 영화
- 호랑이를 구하라 (1973년)
- 벅스킨 (1968년)
- 내 사랑 지니 (1965년)
- 포켓에 가득찬 행복 (1961년)
- 게이샤 보이 (1958년)
- 페리 메이슨 (1957년)
- 쓰리 바이어런트 피플 (1957년)
- 딜론 보안관 (1955년)
- 폭스파이어 (1955년)
- 레일 인투 라라미 (1954년)
- 디즈니랜드 (1954년) - 존 스캔론 역
- 글렌 밀러 스토리 (1954년) - Gen. 햅 아놀드 USAAF 역
- 드럼스 인 더 딥 사우스 (1951년)
- 밴디트 퀸 (1950년)
- 레츠 댄스 (1950년)
- 언노운 아일랜드 (1948년)
- 시에라 마드레의 보석 (1948년) - 팻 맥코믹 역
- 타잔 - 조니 웨이스뮬러 편 11 (1947년)
- 스페니쉬 메인 (1945년)
- 타잔 - 조니 웨이스뮬러 편 9 (1945년)
- 늑대인간의 울음 (1944년)
- 미이라의 유령 (1944년)
- 인 디스 아워 라이프 (1942년)
- 맨파워 (1941년)
- 하이 시에라 (1941년)
- 컴 리브 위드 미 (1941년)
- 지킬 박사와 하이드씨 (1941년)
- 말타의 매 (1941년)
- 멜로디 랜치 (1940년)
- 왕자와 거지 (1937년)
- 단 한 번뿐인 인생 (1937년)
- 실링 제로 (1936년)
- 워킹 데드 (1936년)
- 페이지 미스 글로리 (1935년) - 블래키 역
- 아이 파운드 스텔라 패리시 (1935년)
- 고 인투 유어 댄스 (1935년)
- 라스트 라운드업 (1934년)
- 투 더 라스트 맨 (1933년)
- 맨 오브 더 포레스트 (1933년)
- 썬더링 허드 (1933년)
- 코코넛 대소동 (1929년)